# Opisthoglyphe

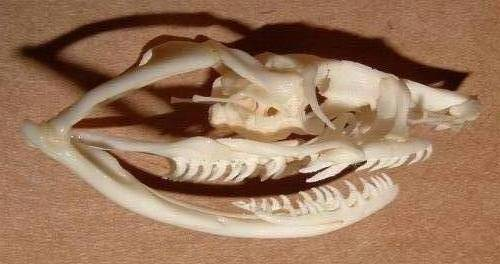
Crâne d'une couleuvre à nez plat de l'ouest, montrant les crochets sur la partie postérieure de sa mâchoire

Un serpent opisthoglyphe est un serpent qui possède dans la partie postérieure de son maxillaire un ou plusieurs crochets à venin. En raison de cette position en fond de la gueule [le radical opistho provient de l'adverbe grec ὄπισθε(ν), ópisthe(n), qui signifie à l'arrière], il est rare de se faire envenimer par un tel serpent.
Certaines espèces opistoglyphes sont cependant capables d'envenimations graves, voire mortelles, comme le boomslang (Dispholidus typus) et Thelotornis capensis. Les envenimations par serpents opistoglyphes se produisent presque exclusivement lors de manipulations volontaires. 

## Exemples de serpents opisthoglyphes
- La Couleuvre de Montpellier - Malpolon monspessulanus
- Oxybelis aeneus
- Oxyrhopus melanogenys
- Erythrolamprus aesculapii